# Chiesa di San Valentino (Ala)
La chiesa di San Valentino, nota anche come santuario di San Valentino, è una chiesa sussidiaria di Ala, in Trentino. La sua fondazione risale al XIV secolo.

## Storia

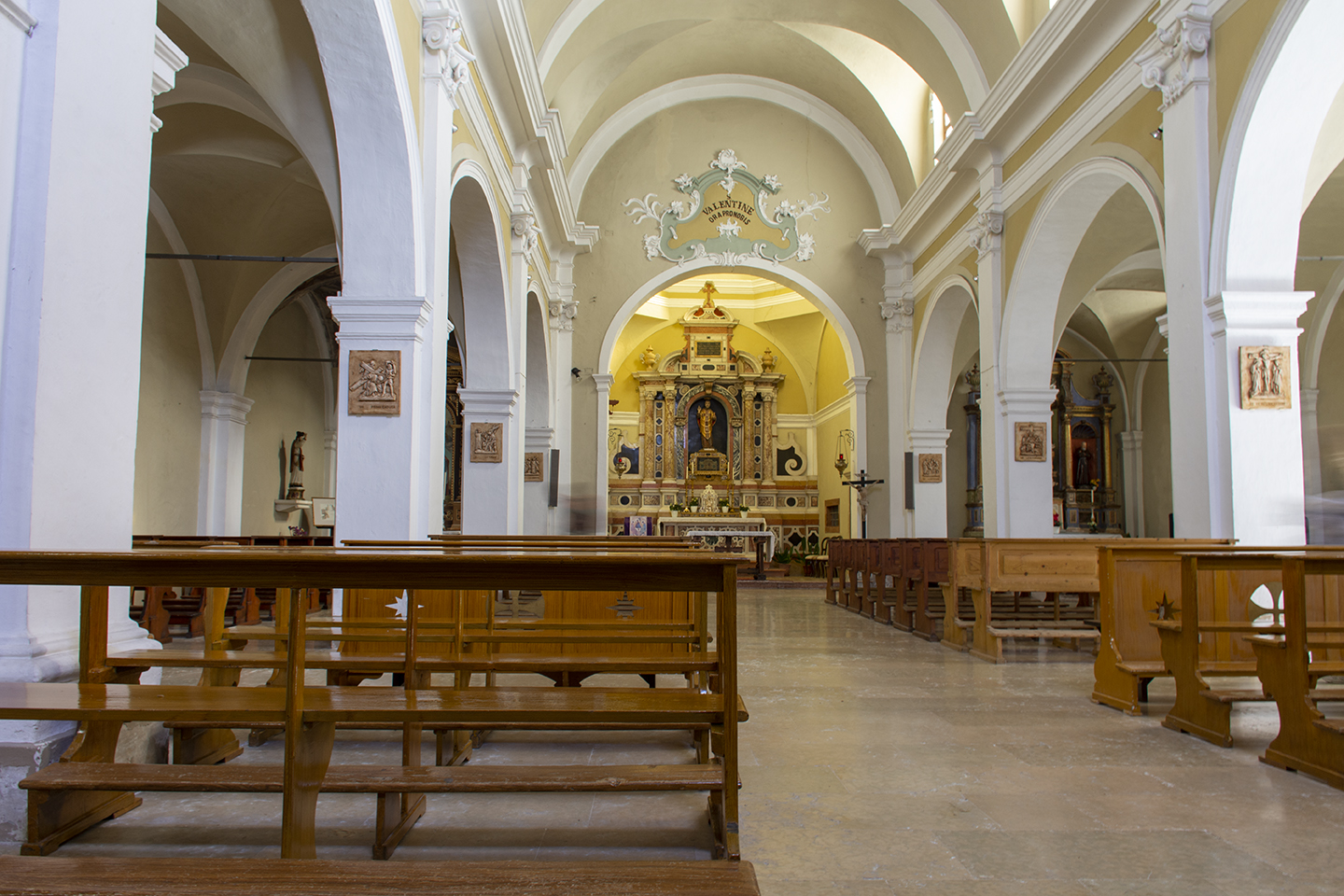

La prima notizia documentale della chiesa di San Valentino, posta su un colle nella zona a nord di Ala, sulla sinistra dell'Adige, è relativa alla sua consacrazione, avvenuta nel 1329. Si presume che a tale data fosse stato concluso un importante intervento di costruzione o di ricostruzione dell'edificio.
Una nuova consacrazione venne celebrata nel 1501 da parte di Francesco de la Ecclesia, suffraganeo del principe vescovo di Trento Udalrico di Lichtenstein.
Durante il XVII secolo vennero costruiti il muro di cinta con un portale rivolto verso nord-est, la sacrestia e il presbiterio con la cupola. Inoltre la navata principale venne sopraelevata e fu riparata la torre campanaria.
Durante il secolo successivo venne realizzata la facciata e la sala venne ampliata. Fu costruita anche una nuova torre campanaria in sostituzione di quella originale.

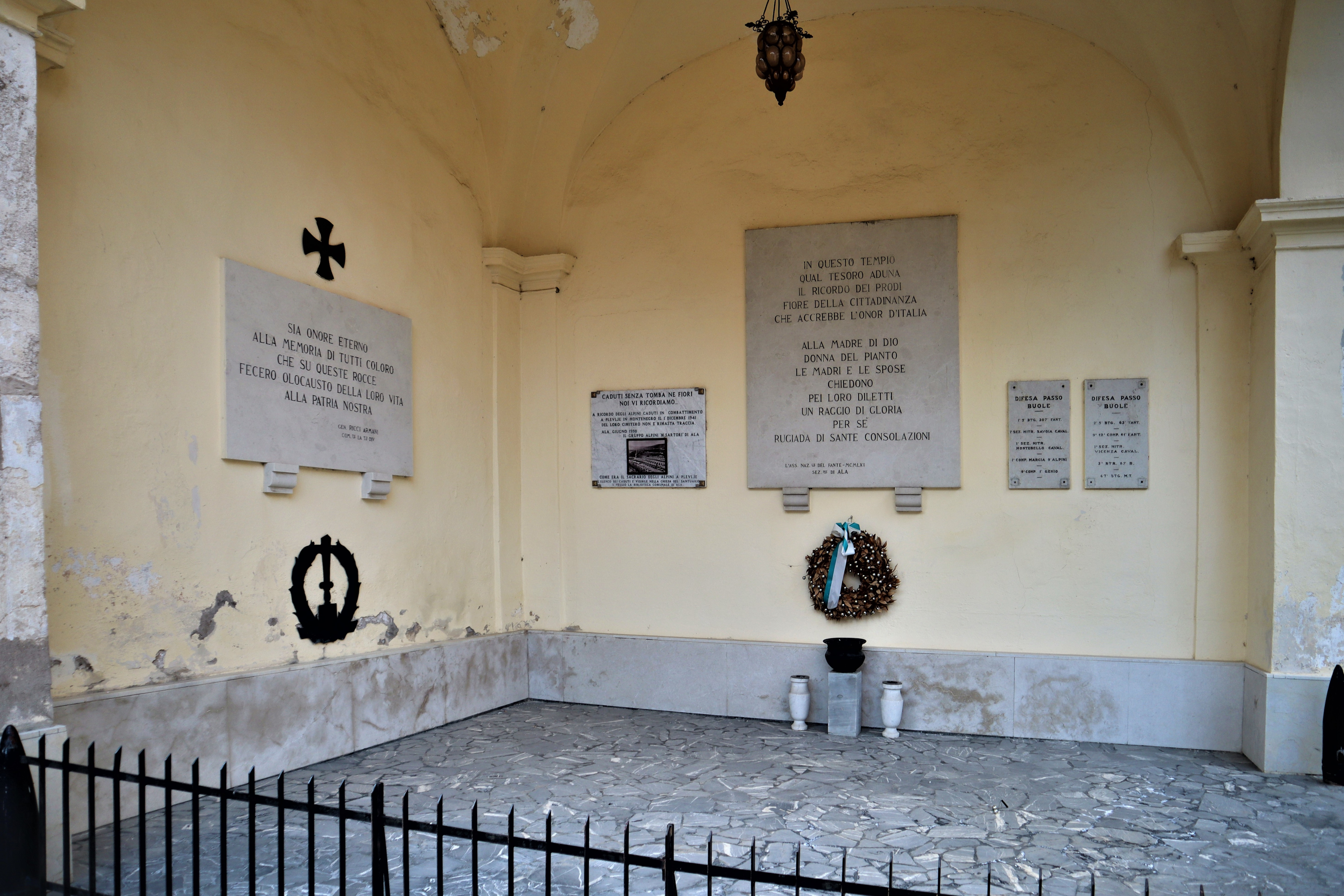
Sacrario alla memoria dei caduti della seconda guerra mondiale.

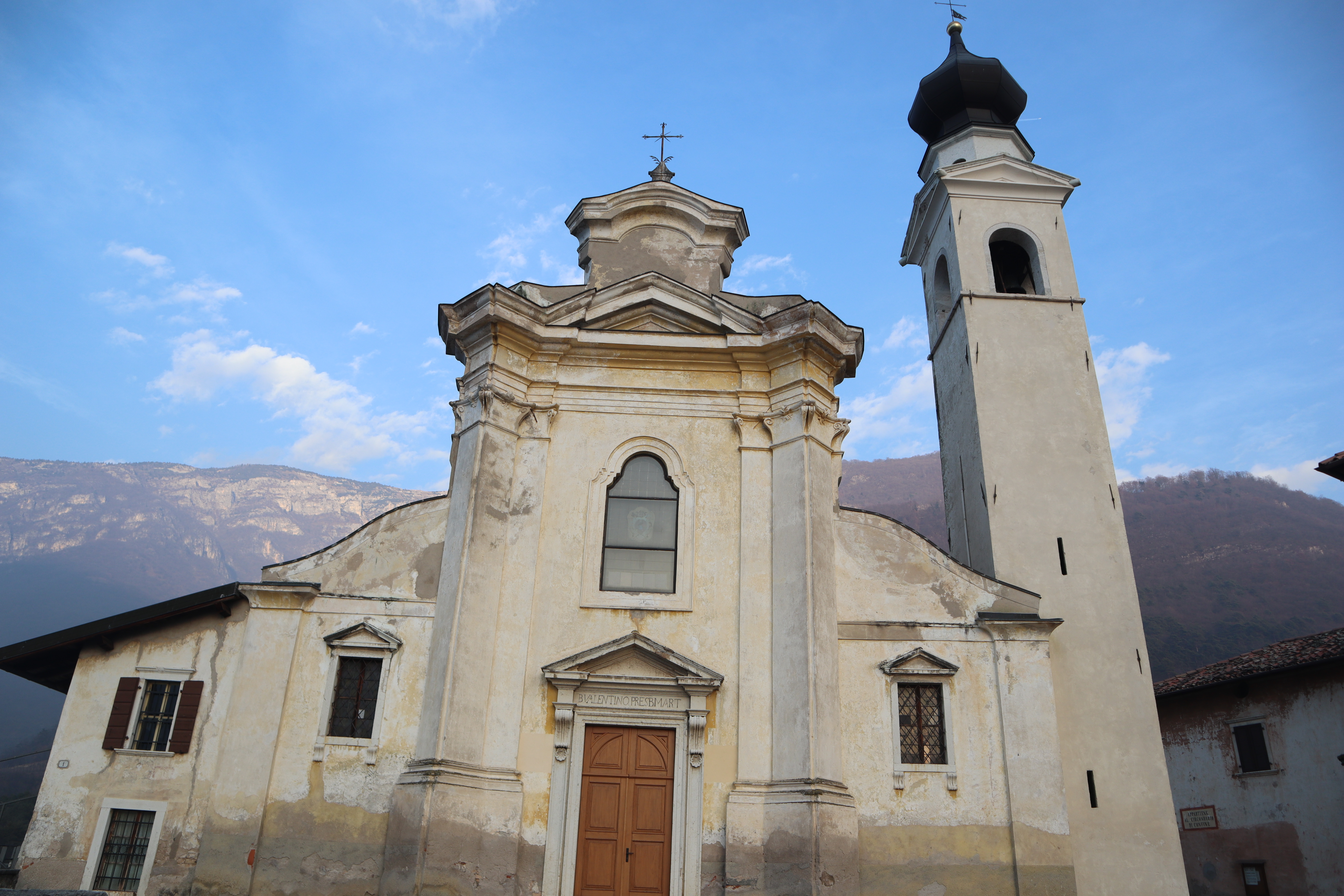
Facciata

Nel corso del primo conflitto mondiale la zona fu vicina al teatro di scontri e i locali del santuario vennero utilizzati come ospedale militare. Le strutture liturgiche vennero spostate dalla loro sede, compresi molti ex-voto e piccole opere pittoriche.
Con la fine del conflitto la chiesa venne restaurata. La riapertura al culto avvenne nel 1922 ma i lavori furono ultimati solo nel 1927.
Anche durante il secondo conflitto mondiale la chiesa venne coinvolta negli eventi bellici poiché dal 1944 fu utilizzata dalle truppe tedesche come stalla e deposito di munizioni.
Attorno alla metà del XX secolo venne abbattuta una sacrestia per far posto, nella parte sud est dell'edificio, ad un sacrario alla memoria dei caduti della prima guerra mondiale e della seconda guerra mondiale sul passo Buole e in Montenegro.
In seguito si è provveduto a rinnovare la pavimentazione della sala e a restaurare tutto l'edificio, in particolare la copertura del tetto, completamente rifatto, e la tinteggiatura delle sue pareti esterne. Il santuario è meta di turismo religioso.